# Aide-toi

Aide-toi est un film muet français réalisé par Louis Feuillade en 1917 et sorti en 1918.

## Fiche technique
- Réalisateur et producteur : Louis Feuillade
- Société de production : Société des Établissements L. Gaumont
- Format : Muet - Noir et blanc - 1,33:1 - 35 mm
- Pays de production : France
- Date de sortie : 
  - France : avril 1918

## Distribution
- Suzanne Le Bret
- Marcel Lévesque
- Édouard Mathé